# Museo del salame di Felino
Il museo del salame di Felino è un museo etnografico sul tema della produzione del salame di Felino, realizzato all'interno delle cantine del castello di Felino, antico maniero risalente all'anno 890, a Felino in provincia di Parma.

## Il museo

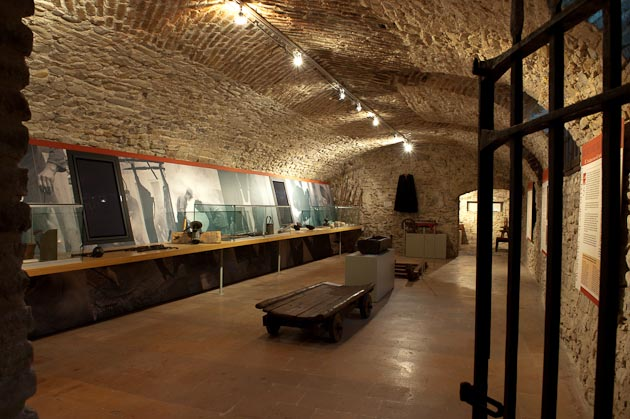
Interno del Museo del Salame di Felino

Il percorso museale è suddiviso in cinque sezioni. Iniziando con l'analisi storica del rapporto tra il territorio ed il salame, compresa la storia del maiale di razza nera parmigiana. Si continua nella seconda parte dedicata alla gastronomia con testimonianze dell'impiego del salame a Parma. Nella terza sala si trova la parte della norcineria e della produzione casalinga. La quarta sezione si occupa della tecnologia della produzione, dalle origini all'attualità, e della commercializzazione del prodotto. L'ultima parte è dedicata al video del museo e ad una raccolta di curiosità storiche, tra cui l'origine dell'iconografia di Sant'Antonio Abate, protettore degli animali domestici e patrono degli allevatori e dei macellai. Infine è presente un museum-shop.